# Ju-Jitsu na World Games 2009
Ju-Jitsu na World Games 2009 odbyło się w dniach 21–22 lipca w hali sportowej uniwersytetu National Sun Yat-Sen University (NSYSU Gymnasium). Startowali zarówno mężczyźni jak i kobiety, łącznie w 10 kategoriach. W tabeli medalowej tryumfowali zawodnicy z Francji, którzy sięgnęli po cztery złote medale. W zawodach udział wzięło 115 sportowców reprezentujących 19 państw. 

## Uczestnicy zawodów
| - Austria (11) - Belgia (6) - Bułgaria (2) - Chińskie Tajpej (4) - Dania (3) - Francja (17) | - Niemcy (17) - Irak (1) - Izrael (3) - Włochy (8) - Kazachstan (4) - Czarnogóra (2) - Holandia (14) | - Polska (3) - Rosja (7) - Singapur (1) - Szwecja (1) - Szwajcaria (9) - Ukraina (2) |

## Medaliści
| Konkurencja             | Złoto                                       | Srebro                                          | Brąz                                        |
| Mężczyźni               |                                             |                                                 |                                             |
| Kategoria poniżej 69 kg | Julien Boussuge                             | Mathias Brix Willard                            | Fiodor Serow                                |
| Kategoria poniżej 77 kg | Igor Rudnew                                 | Mario Stalle                                    | Percy Kunsa                                 |
| Kategoria poniżej 85 kg | Andreas Kuhl                                | Dmitrij Nobołsin                                | Matthias Gastgeber                          |
| Kategoria poniżej 94 kg | Rob Johannes Haans                          | Siergiej Kunaszow                               | Vincent Pierre Parisi                       |
| Duety                   | Szwajcaria · Remo Muller · Pascal Muller    | Niemcy · Juri Hatzenbuhler · Richard Hohenacker | Francja · Alain Dubois · Michel Dubois      |
| Kobiety                 |                                             |                                                 |                                             |
| Kategoria poniżej 55 kg | Michele Reydy                               | Li Ching-yi                                     | Aizhan Kukuzowa                             |
| Kategoria poniżej 62 kg | Sabrina Hatzky                              | Yang Hsien-tzu                                  | Irene Baars                                 |
| Kategoria poniżej 70 kg | Melanie Lavis                               | Lindsay Wyatt                                   | Sonja Kintz                                 |
| Duety                   | Austria · Maria Schreil · Marion Tremel     | Włochy · Sara Paganini · Linda Ragazzi          | Francja · Isabelle Bacon · Patricia Floquet |
| Mieszane                |                                             |                                                 |                                             |
| Duety                   | Francja · Bernadette Bouhier · Michel Perea | Szwajcaria · Joelle Kempf · David Wernli        | Belgia · Wendy Driesen · Yazid Dalaa        |

### Tabela medalowa zawodów
| Poz. | Państwo         |   |   |   | Łącznie |
| ---- | --------------- | - | - | - | ------- |
| 1    | Francja         | 4 | 0 | 4 | 8       |
| 2    | Niemcy          | 2 | 2 | 1 | 5       |
| 3    | Rosja           | 1 | 2 | 1 | 4       |
| 4    | Holandia        | 1 | 1 | 1 | 3       |
| 5    | Szwajcaria      | 1 | 1 | 0 | 2       |
| 6    | Austria         | 1 | 0 | 1 | 2       |
| 7    | Chińskie Tajpej | 0 | 2 | 0 | 2       |
| 8    | Dania           | 0 | 1 | 0 | 1       |
| 8    | Włochy          | 0 | 1 | 0 | 1       |
| 10   | Belgia          | 0 | 0 | 1 | 1       |
| 10   | Kazachstan      | 0 | 0 | 1 | 1       |